# Cochliomyia hominivorax
Cochliomyia hominivorax är en tvåvingeart som beskrevs av Charles Coquerel 1858. Cochliomyia hominivorax ingår i släktet Cochliomyia och familjen spyflugor. Inga underarter finns listade i Catalogue of Life.

## Bildgalleri

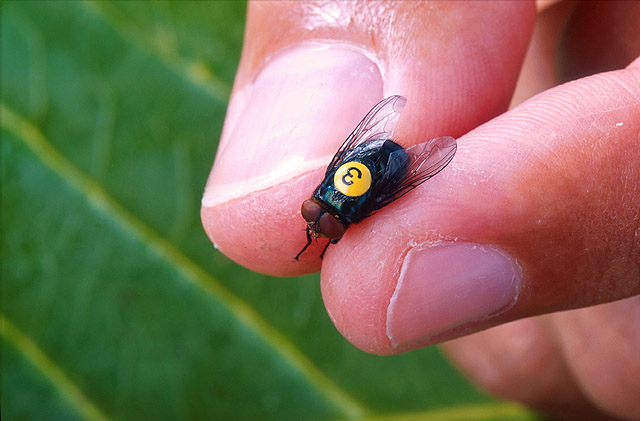